# Рудка-Миринская
Рудка-Миринская (укр. Рудка-Миринська) — село в Велицкой сельской общине Ковельского района Волынской области Украины.
Код КОАТУУ — 0722184304. Население по переписи 2001 года составляет 145 человек. Почтовый индекс — 45080. Телефонный код — 3352. Занимает площадь 0,012 км².